# 궈판
궈판(중국어 간체자: 锅饭, 정체자: 鍋飯, 병음: guōfàn) 또는 보우자이판(광둥어: 煲仔飯, 월병: bou1 zai2 faan6)은 광둥. 홍콩 등 중국 남부 및 말레이시아, 싱가포르 등 동남아시아에서 먹는 솥밥이다. 일반적으로 닭고기 및 중국 소시지가 포함되며, 간장 소스를 곁들이기도 한다.

## 같이 보기
- 가마메시
- 돌솥비빔밥
- 솥밥